# Stylidium pendulum
Stylidium pendulum este o specie de plante dicotiledonate din genul Stylidium, familia Stylidiaceae, ordinul Asterales, descrisă de G.J. Keighery. Conform Catalogue of Life specia Stylidium pendulum nu are subspecii cunoscute.